# Малый Кривотин
Ма́лый Кривоти́н (укр. Малий Кривотин) — село на Украине, основано в 1709 году, находится в Емильчинском районе Житомирской области.
Код КОАТУУ — 1821783205. Население по переписи 2001 года составляет 105 человек. Почтовый индекс — 11213. Телефонный код — 4149. Занимает площадь 0,82 км².

## История
В 1946 году указом ПВС УССР село Кольцкий Кривотин переименовано в Малый Кривотин.

## Адрес местного совета
11213, Житомирская область, Емильчинский р-н, с. Кривотин